# Ecionemia spinastra
Ecionemia spinastra är en svampdjursart som beskrevs av Claude Lévi 1958. Ecionemia spinastra ingår i släktet Ecionemia och familjen Ancorinidae.
Artens utbredningsområde är Saudiarabien. Inga underarter finns listade i Catalogue of Life.